# Länder der Böhmischen Krone

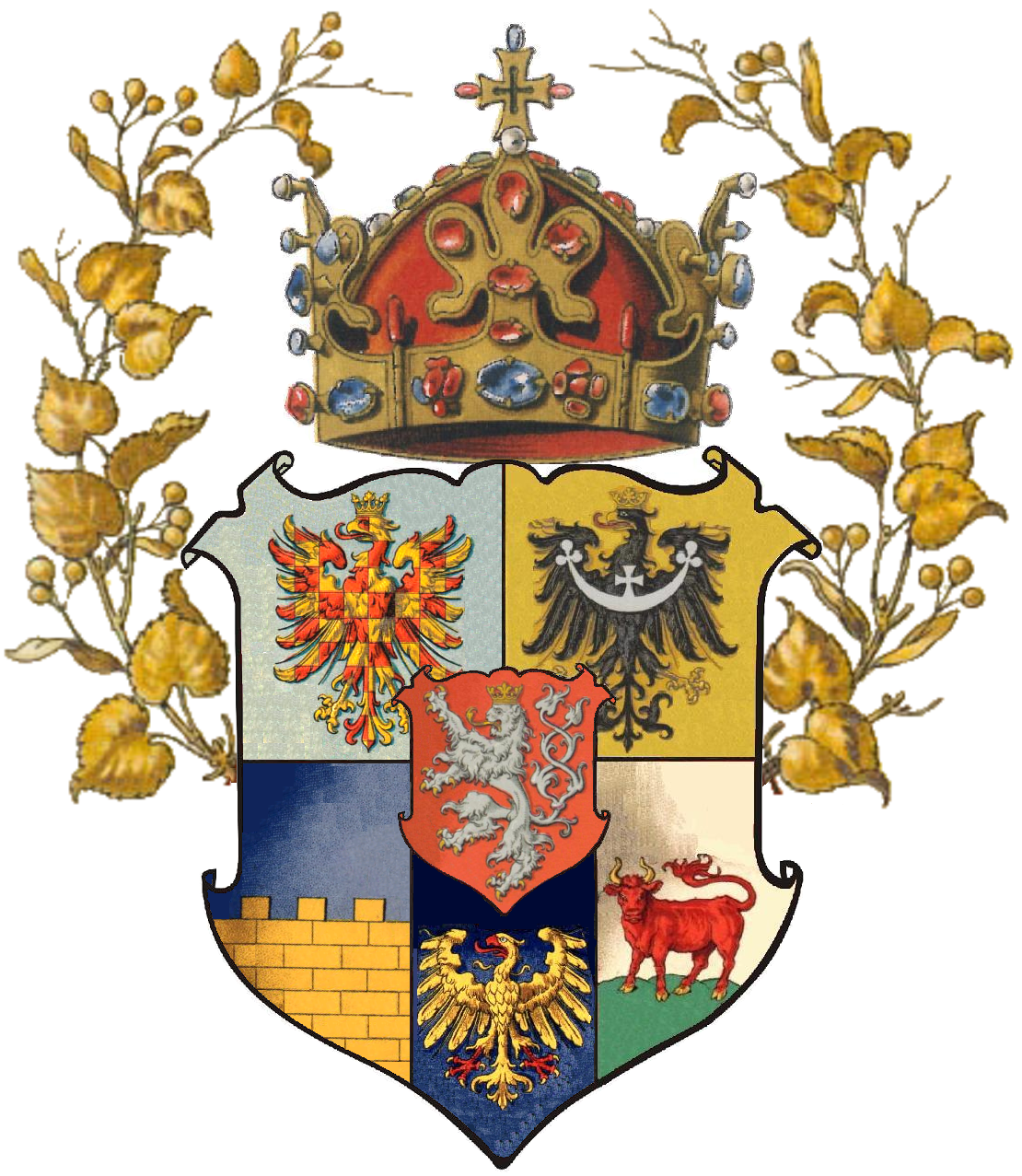
Länder der Böhmischen Krone: Im Schild der geschachte Adler Mährens in Blau, der schwarze Adler Schlesiens in Gold, die goldene dreizinnige Mauer der Oberlausitz in Blau, der goldene Adler Oberschlesiens in Blau, der rote Ochse der Niederlausitz in Silber auf grünem Boden, im Mittelschild der silberne böhmische Löwe in Rot, auf dem Schild ruht die Wenzelskrone; umkränzt von Linde

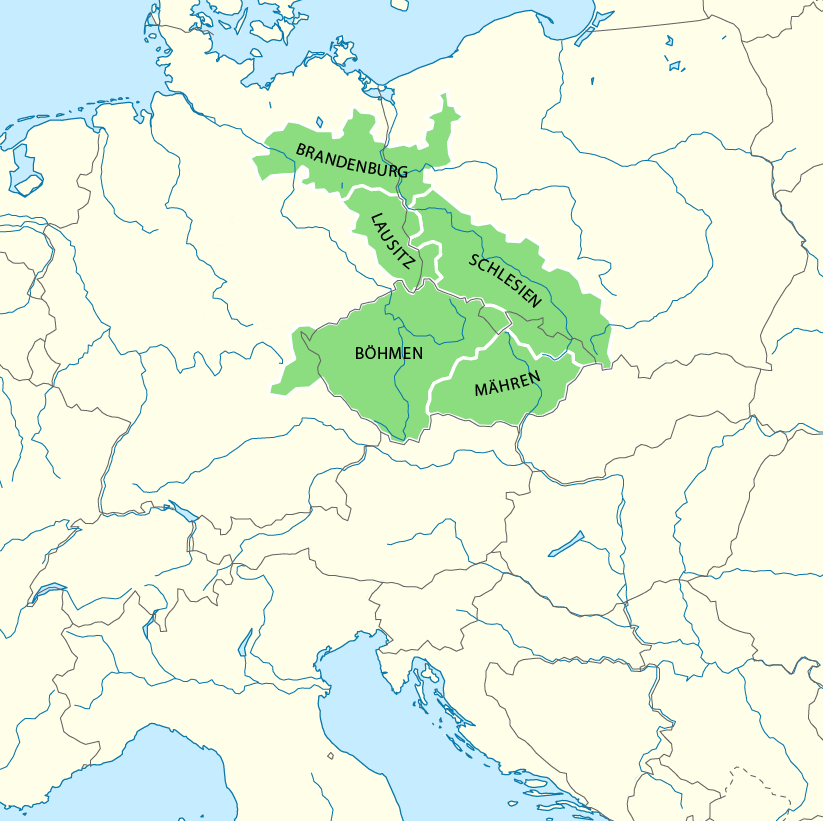
Böhmische Besitzungen unter Karl IV.

Als Länder der Böhmischen Krone (auch Krone Böhmen; Böhmische Krone, Böhmische Kronländer; tschechisch Česká koruna auch země Koruny české; lateinisch Corona Bohemiae, Corona Regni Bohemiae) wird die Gesamtheit der Länder bezeichnet, die mit dem Königreich Böhmen durch den gemeinsamen Landesherrn sowie über Lehensbeziehungen verbunden waren. Mit der Böhmischen Krone ist nicht die materielle Krone, die Wenzelskrone, gemeint, die dem König aufs Haupt gesetzt wurde, sondern die königliche Herrschaft, die in Verbindung mit der Ständeordnung das böhmische Staatswesen darstellte. Der Begriff war bis zum Ende der Habsburgermonarchie (1918), zu der die Länder der Krone Böhmen seit 1526 gehörten, üblich.

## Geschichte

### Hochmittelalter
Im 12. und 13. Jahrhundert waren nur Böhmen, die Markgrafschaft Mähren und die Grafschaft Glatz auf Dauer miteinander verbunden. Unter den Luxemburger Königen Johann von Böhmen und Karl IV. kamen die seit 1202 vom polnischen Staatsverband politisch und dynastisch unabhängigen Herzogtümer in Schlesien, die Ober- und die Niederlausitz sowie eine Vielzahl von kleineren Reichslehen (Böhmische Lehen) hinzu. Im Vertrag von Trentschin 1335 verzichtete der polnische König Kasimir der Große gegenüber König Johann von Böhmen endgültig auf die Lehnshoheit über Schlesien, nachdem zuvor schon viele schlesische Teilfürsten die böhmische Oberhoheit anerkannt hatten. Mit dem Vertrag von Namslau wurde am 22. November 1348 der Trentschiner Vertrag bekräftigt. Die förmliche Verbindung einzelner Territorien mit der Krone Böhmen wurde als staatsrechtliche Inkorporation bezeichnet.

### Spätmittelalter
Karl IV. verfügte, dass die Länderverbindung unabhängig von den dynastischen Entwicklungen Bestand haben sollte, auch wenn die Luxemburger einmal aussterben sollten. Mit dieser überdynastischen Auffassung der Krone Böhmen hingen auch Maßnahmen zusammen, mit deren Hilfe Karl die Untrennbarkeit der neu gewonnenen Länder von der Krone Böhmen proklamierte. Als rechtlich höchste Stufe der Eingliederung wurden Inkorporationsurkunden angesehen, deren Form Karl IV. aus dem Kirchenrecht übernahm, um die Unauflösbarkeit des Akts der „Einverleibung“ oder „Inkorporierung“ zu betonen. Auf diese Weise sicherte er die Regierung des böhmischen Königs über die schlesischen Fürstentümer und die Oberlausitz (1348), über die böhmischen Besitzungen in der Oberpfalz sowie Franken (Neuböhmen 1355) und über die Niederlausitz (1370).
In der Absicht, der engen Auffassung von königlicher Gewalt in ihrer Einschränkung auf das dominium speciale und ihrer direkten Bindung an die Person des Königs entgegenzutreten, was im Falle seines Ablebens zeitweilig ein Vakuum zugunsten der Führer der Landesgemeinde hätte schaffen können, stützte Karl IV. die Ambitionen seiner Dynastie durch eine neue Konzeption des Staates, die ihren Ausdruck in der Unterscheidung der Person des Königs von dem transpersonalen Überbau der fiktiven Corona regni Bohemiae fand. Mit der Einführung dieser Institution wollte Karl IV. zugleich eine staatsrechtliche Basis für den Verband von Ländern, Lehen und Gütern schaffen, die er nach und nach durch Inkorporationsurkunden nicht nur von der Person des Königs, sondern auch von der Krone Böhmen abhängig machte.
Die Länder der Krone Böhmen umfassten unter der Regierung des vorletzten Luxemburgers König Wenzel IV. (1378–1419) neben dem Königreich Böhmen und der Markgrafschaft Mähren, das Bistum Olmütz, das Herzogtum Troppau, 13 schlesische Fürstentümer, die Markgrafschaft der Ober- und Niederlausitz, das Herzogtum Luxemburg sowie bis 1415 die auf besondere inkorporierte Mark Brandenburg, wobei die Gesamtfläche dieser Länder annähernd 135.000 km² betrug, auf denen um 1350 Schätzungen zufolge etwa drei Millionen – davon in Böhmen und Mähren knapp zwei Millionen – Menschen lebten.
Auch als der Habsburger Ferdinand I. 1526 die Länder der Krone Böhmen erbte, bildeten diese wie die Länder der ungarischen Krone und die österreichischen Erbländer einen der drei Hauptteile des mitteleuropäischen Herrschaftsbereichs dieser Dynastie.
Die Krone Böhmen war weder eine bloße Personalunion noch eine Föderation gleichberechtigter Mitglieder. Stattdessen galten das Königreich Böhmen und seine Stände als Haupt, die anderen Länder als die Glieder. Während die Böhmen den Unterschied zwischen Hauptland und Nebenländern hervorhoben und neben der Führungsrolle im Inneren nach außen die Alleinvertretung des Staates beanspruchten, betonten Mährer, Schlesier und Lausitzer die politische Autonomie ihrer Länder, die sich schließlich freiwillig mit Böhmen vereinigt hätten.
Die Führungsrolle Böhmens wurde von den Ständen der Nebenländer nicht grundsätzlich in Frage gestellt, wenngleich sie seit dem Beginn des 15. Jahrhunderts beharrlich mehr Rechte, zum Beispiel die Kurwürde, also die Beteiligung an der Königswahl, forderten. Das hing mit der schwächelnden ökonomisch-politischen Situation des Königreichs Böhmen nicht zuletzt infolge der Hussitenkriege zusammen. Nach 1620 verloren diese Rivalitäten an Bedeutung, da sich die Länder der Krone Böhmen in eine weitaus größere Gesamtmonarchie einzufügen hatten.
Mit der formellen Anerkennung der Hussiten durch den katholischen König Sigismund im Jahr 1436 hatte sich das Königreich Böhmen von seiner Nachbarschaft religionspolitisch weitgehend isoliert. Ungarn führte in den Jahren von 1468 bis 1478 aus (teilweise) religiösen Gründen sogar einen Krieg gegen Böhmen unter König Podiebrad und besetzte die Nebenländer Mähren und Schlesien. Nur die Markgrafschaft Mähren, die durch Katholiken verwaltet wurde, obwohl die Anerkennung formal auch hier gültig war, konnte der Isolierung weitgehend entgehen. Dieses politische Problem bestand bis zur Reformation in der ersten Hälfte des 16. Jahrhunderts, als im Reich ein protestantisches Lager entstand und die Markgrafschaft Niederlausitz und einige Herzogtümer in Schlesien wenig später das Luthertum annahmen.

### Frühe Neuzeit
1575 entstand im Auftrag der nichtkatholischen Länder der Krone Böhmen die durch hussistische Neuutraquisten und Lutheraner verfasste Confessio Bohemica. Zwar gelang die Bildung einer Landeskirche nicht, aber mit dem Majestätsbrief Rudolfs II. von 1609 wurde gegen den Druck der Gegenreformation eine Zulassung des protestantischen Glaubens in den böhmischen Kronländern erreicht. Die Gefährdung dieses Erfolgs der protestantischen Stände war schon bald Anlass für den böhmischen Aufstand, der den Dreißigjährigen Krieg auslöste.
Außer dem König verfügte die Krone Böhmen über keine gemeinsamen Staatsorgane, was in Krisenzeiten ein großer Nachteil war. Nur selten trafen sich die Stände aller Länder zu Generallandtagen. Lediglich die Böhmische Hofkanzlei unter Führung des Oberstkanzlers, der den böhmischen Landesämtern vorstand, war für alle Länder der Krone zuständig.
Obwohl kaum Institutionen vorhanden waren, kam es vor allem im 16. Jahrhundert zu immer engeren politischen Verbindungen zwischen den Ländern der Krone Böhmen. Zu Beginn des Dreißigjährigen Krieges schien es, als könnte mit der Confoederatio Bohemica das politische System der Krone Böhmen entscheidend modernisiert werden. Mit der von den Kaiserlichen gewonnenen Schlacht am Weißen Berg (1620) war dieses Verfassungsexperiment allerdings schnell beendet. Die Böhmische Hofkanzlei wurde in der Folge von Prag nach Wien verlegt, wo das 1714 für sie eröffnete Gebäude bis heute unter diesem Namen besteht. 1627 wurde in Wien eine neue Verfassung, die so genannte „Verneuerte Landesordnung“ ratifiziert, in der das Erbrecht der Habsburger auf den böhmischen Thron festgeschrieben, die katholische Lehre als einzige Religion zugelassen und die deutsche Sprache der tschechischen gleichgestellt wurde. König Ferdinand schnitt den Majestätsbrief Rudolfs II. eigenhändig auseinander. Den böhmischen Ständen wurde das Recht der Königswahl und -bestätigung aberkannt. Die Gesetzgebung lag in Böhmen ebenfalls in den Händen des Königs, lediglich in Mähren hatten die Stände das Recht der Gesetzesinitiative zugesprochen bekommen. Die Bodenreform wurde nach feudalistischen Normen neu organisiert, Boden konnte durch die Krone nun jederzeit konfisziert und neu verteilt werden. Die Machtstellung der Städte und des Bürgertums wurde stark beschnitten.
In der Folgezeit verlor die Krone Böhmen als Staatskonstrukt in der frühneuzeitlichen Habsburgermonarchie immer stärker an Bedeutung. Schon 1635 war im Prager Frieden die Lausitz herausgelöst und an Sachsen gegeben worden. Die Ereignisse nach 1620 bewirkten insgesamt einen langanhaltenden politischen Niedergang der tschechischen Staatsnation Böhmens, die tschechische Sprache wurde zunehmend vom Deutschen verdrängt. In den Schlesischen Kriegen verlor Böhmen Mitte des 18. Jahrhunderts den größten Teil Schlesiens (Preußisch-Schlesien) und die Grafschaft Glatz an Preußen. Der Versuch eines gewählten Landtags der böhmischen Länder im Jahr 1848 nach der Märzrevolution und dem Prager Pfingstaufstand scheiterte.
Der nach den Schlesischen Kriegen bei Österreich verbliebene Rest Schlesiens wurde als Herzogtum Ober- und Niederschlesien im Hof- und Staatskalender bis 1918 als Land der Böhmischen Krone geführt; besondere Rechte der Kronländer Böhmen, Mähren und Österreichisch-Schlesien in Cisleithanien bestanden aber nicht. Nach 1867 nützten Tschechen und Deutsche aber den Böhmischen Landtag ebenso wie den Wiener Reichsrat dazu, einander Steine in den Weg zu legen. 1871 beschloss der Landtag, unter Boykott der deutschen Abgeordneten, die Schaffung einer autonomen Verfassung („Fundamentalartikel“) zum Schutz des gleichen Rechts der böhmischen und der deutschen Nationalität im Königreich Böhmen. Nach jahrzehntelangem Streit zwischen Tschechen und Deutschen wurde mit kaiserlichem Patent vom 26. Juli 1913 der Böhmische Landtag aufgelöst und blieb dies bis zum Kriegsende 1918.

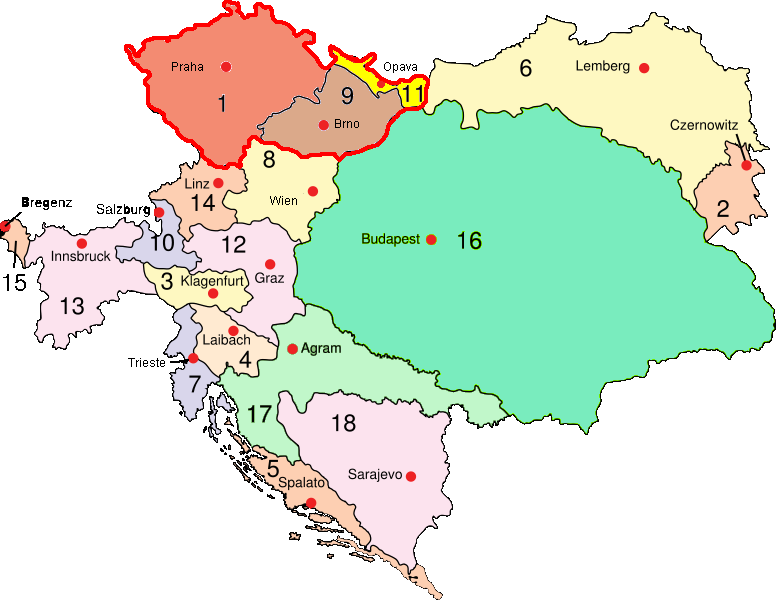
Länder der Böhmischen Krone (hervorgehoben) innerhalb Österreich-Ungarns, 1910

## Rechtliche Stellung der Nebenländer
Die Nebenländer waren keine Teile des Landes Böhmen, sondern weitgehend selbständige Länder, deren Autonomie im jeweils eigenständigen Landtag, der Ständegemeinde und dem Rechtssystem zum Ausdruck kam. Selbst diese Aussage ist allerdings eine Vereinfachung, war doch das Herzogtum Schlesien an sich kein Land (wie Böhmen oder Mähren), sondern ein Konglomerat weitgehend unabhängiger Herzogtümer und ständischer Herrschaften, die kleine Länder waren: Sie besaßen jeweils eine Ständegemeinde, einen Landtag (Mährischer Landtag, Schlesischer Landtag), einen Landeshauptmann, eigenes Recht und eigene Adelsgerichte, die seit der Festigung ständischer Partizipationsrechte im Spätmittelalter Inappellabilität für sich in Anspruch nahmen, ähnlich wie das Mährische und das Böhmische Landrecht.

## Auswirkungen
Beim Auseinanderfallen Cisleithaniens bzw. Österreich-Ungarns im Oktober/November 1918 setzten die Tschechen, wie von ihren Exilpolitikern seit 1916 mit der Triple-Entente vereinbart, für den Westteil der Tschechoslowakischen Republik in den Territorialen Bestimmungen des Vertrags von Saint-Germain die Grenzen der Länder der Böhmischen Krone durch. Die Berufung Deutschösterreichs auf das von Woodrow Wilson verkündete Selbstbestimmungsrecht der Völker blieb für Deutschböhmen, Deutschmährer und Österreichisch-Schlesier erfolglos.
Die Länder der vormaligen Krone Böhmen bilden seit 1993 mit kleinen Abweichungen (z. B. Valtice/Feldsberg oder das Olsa-Gebiet) das heutige Tschechien.

## Karten
|  |  |  |

## Territorien
| Land                         | Hauptstadt                | Ethnien                                        | Religion                                                          | Anmerkungen | Karte | Wappen |
| ---------------------------- | ------------------------- | ---------------------------------------------- | ----------------------------------------------------------------- | --- | ----- | ------ |
| Königreich Böhmen            | Prag                      | Böhmer (Tschechen), Deutsche                   | römisch-katholisch, Hussiten und Täufer (15./17. Jh.), Lutheraner | 895 unter den Přemysliden Herzogtum, 1085 Königreich, seit dem 14. Jh. Kurfürstentum des Heiligen Römischen Reiches, seit 1526 mit allen Kronländern Teil der habsburgischen Erblande, 1918 aufgelöst                                                                             |       |        |
| Markgrafschaft Mähren        | Brünn, früher auch Olmütz | Mährer (Tschechen), Deutsche                   | römisch-katholisch, Hussiten und Täufer (15./17. Jh.), Lutheraner | um 907 aus Großmähren entstanden, seit 1031 bei Böhmen |       |        |
| Herzogtümer in Schlesien     | Breslau, dann Troppau     | Deutsche, Tschechen (Böhmer und Mährer), Polen | römisch-katholisch, Lutheraner                                    | 1138 polnisches Herzogtum, zerfällt ab 1249 in zahlreiche Teilgebiete, alle bis 1348 zu Böhmen, der größere Teil nach der Teilung Schlesiens als Ergebnis des Ersten Schlesischen Krieges 1742 bzw. 1763 preußisch, der Rest Österreichisch-Schlesien (Ober- und Niederschlesien) |       |        |
| Markgrafschaft Niederlausitz | Lübben                    | Deutsche, Sorben                               | erst römisch-katholisch, dann Lutheraner                          | Markgrafschaft Lausitz seit dem 10. Jh., 1370 nach Böhmen inkorporiert, bereits um 1540 weitgehend evangelisch geworden, 1635 im Prager Frieden an das Kurfürstentum Sachsen abgetreten                                                                                           |       |        |
| Markgrafschaft Oberlausitz   | Bautzen                   | Deutsche, Sorben                               | Lutheraner, römisch-katholisch                                    | ab dem 12. Jh. als Land Budissin erstmals böhmisch, 1329 erneut zu Böhmen, seit dem 15. Jh. als Oberlausitz bezeichnet, 1635 im Prager Frieden an das Kurfürstentum Sachsen abgetreten                                                                                            |       |        |